# Chronicon Gothanum
Chronicon Gothanum (plným názvem Historia Langobardorum codicis Gothani) je raněstředověkou latinou psaná kronika, vzniklá mezi lety 807–810 na území italského království (údělného celku
franské říše).
Popisuje dějiny germánského kmene Langobardů od mytických počátků, přes jejich putování Evropou a usazení v Itálii v roce 568 (čímž konvenčně končí období tzv. stěhování národů) až po ovládnutí jejich říše franským králem Karlem Velikým v roce 774. Kronika končí zmínkou o válce Karlova syna Karlomana (zvaného též Pipin), italského krále, se Saracény na Korsice v roce 806.
Pro české dějiny je významná z několika důvodů. Zmiňuje se o tom, že za krále Agelmunda Langobardi obsadili
Čechy (beovinidis) a nejspíše je delší dobu ovládali, neboť "...až do dnešních dob se spatřují známky domu a obydlí krále Wacha..." (...usque hodie praesentem diem wachoni regi eorum domus et habitatio apparet signa...) - jedná se o přípisek k roku 806. Autor kroniky měl tuto zprávu s nejvyšší pravděpodobností zprostředkovanou přímo od očitých svědků langobardské výpravy, která téhož roku vtáhla do Čech vymoci tributární závislost. Kronika potvrzuje, že této závislosti bylo dosaženo. Výše tohoto tributu není známa, po 300 letech Kosmas ve své Kronice Čechů uvádí 120 volů a 500 hřiven stříbra (...CXX boves electos et D marcas solvamus...).
Za "obydlí krále Wacha" současní historikové považují rozvaliny keltského oppida na Závisti; slovanská hradiště té doby totiž nemohly kamenné paláce, tak jak je znali Langobardi z Itálie, připomínat.